# Labbajaure
Labbajaure är en sjö i Arjeplogs kommun i Lappland och ingår i Skellefteälvens huvudavrinningsområde. Labbajaure ligger i Hornavan-Sädvajaure fjällurskog Natura 2000-område.